# Ionel Gancea
Ionel Gancea (* 1958) ist ein ehemaliger rumänischer Radrennfahrer.

## Sportliche Laufbahn
Gancea gewann 1982 die Bronzemedaille im Straßenrennen der Balkan-Meisterschaften. Er wurde 1983 Zweiter der Rumänien-Rundfahrt hinter Mircea Romaşcanu. In jener Saison wurde er auch Dritter im Rumänien-Cup hinter dem Sieger Mathias Kittel. 1984 beendete er die heimische Landesrundfahrt beim Sieg von Constantin Căruţaşu auf dem 3. Rang. 1985 stand er als Zweiter erneut auf dem Podium des Etappenrennens. An der Internationalen Friedensfahrt nahm er fünfmal teil, sein bestes Ergebnis in der Gesamtwertung war der 24. Platz 1983.